# Virregnat de Tonkin
El virregnat de Tonkin fou un territori sota domini efectiu dels francesos però nominalment dependent de l'Imperi d'Annam, que va existir entre 1886 i 1897.

## Antecedents
Els Banderes Negres, pirates xinesos utilitzats per Annam (el Vietnam actual si bé el extrem sud, la Cotxinxina, ja era colònia francesa des del tractat de Saigon de 1862) com a soldats irregulars, obstaculitzaven la colònia francesa establerta a Cotxinxina; el 1873, l'explorador Francis Garnier fou enviat en una missió per assegurar les vies de comerç francès. Al novembre, va capturar la fortalesa del representant de l'emperador a Hanoi i va avançar en la conquesta de Tonkin; però, va morir al mes següent en una emboscada dels Banderes Negres. El 15 de març de 1874, el "tractat Philastre" va establir el protectorat francès sobre Annam (la part central i nord del Vietnam modern) en termes bastant vagues, alhora que reconeixia la sobirania del Annam sobre el Tonkin i procedia a la devolució dels territoris conquistats per Garnier. Però la negativa de la Xina a reconèixer el tractat eventualment va donar com a resultat la guerra franco-xinesa. Tonkin interessava particularment a França per la fertilitat de la seva terra i la riquesa del seu subsòl; França es va llençar a fundar el 1881 una empresa minera a Indoxina i després el 1884 una empresa francesa del carbó a Tonkin. El juliol de 1881, el president del consell de ministres francès, Jules Ferry, va fer votar crèdits per garantir la seguretat dels francesos a Tonkin, que no podia ser garantida per les autoritats de Hue. A finals de 1881 es va posar en marxa l'expedició de Tonkin. En 1883 i 1884, el primer i el segon Tractat de Hue va posar tot el territori annamita sota protectorat francès i el regne es va dividir en dos territoris separats, el Protectorat d'Annam - nom que ja no es correspondria amb el país en el seu conjunt sinó només a la part central - i el Protectorat de Tonkin. Xina, el 1885 va signar el Tractat de Tianjin, pel qual reconeixia el Tractat de Hue.

## Administració
Annam i Tonkin es van col·locar sota l'autoritat d'un Resident General, al seu torn flanquejat pels residents superiors de Hue (Annam) i Hanoi (Tonkin). Des de 1887, el resident General va quedar sota l'autoritat del governador general de la Indoxina francesa.
Un poderós moviment insurgent, el Cần Vương ("ajudeu el rei") s'inicia quan el regent Tôn Thất Thuyết va passar a la clandestinitat junt amb el jove emperador Hàm Nghi. Els francesos el van reemplaçar en el tron per un dels seus germans, Dong Khanh. Pacificació de Tonkin no es va aconseguir fins al 1896, operant en aquests anys la guerrilla dirigida per Đề Thám (Mariscal Tham); en aquest territori els francesos, com ja havien fet a la Cotxinxina i l'Annam, es van basar en una administració pública nativa i es van beneficiar de la cooperació dels mandarins i notables locals.
Mitjançant resolució de 3 de juny 1886, l'emperador va delegar tots els seus poders al Tonkin a un kinh luoc su (depenent els llocs es tradueix com "virrei" o com "Comissari Imperial") confirmant de fet la separació d'Annam i Tonkin. L'administració del Tonkin va quedar subjecta a un estricte control dels francesos. El càrrec de virrei ràpidament fou buidat de totes les competències rellevants i el resident general tenia la plena autoritat. Resident generals adjunts governaven les províncies excepte l'alta regió del Tonkin, que es va deixar a l'exèrcit a causa de la inseguretat que seguia regnant allà. Tot i la presència d'un virrei, càrrec que justificava el nom de protectorat, l'administració va seguir el model de la colònia de Cotxinxina: comunes, cantons i circumscripcions ("delegacions" a Cotxinxina) eren administrats pels nadius, però els residents de la província ("directors" a Cotxinxina) dirigien el conjunt, amb l'ajut de consells de notables locals.
En 1889, es va eliminar la posició de resident general d'Annam i Tonkin, que van passar a ser confiades a dos residents generals diferents. Les ciutats de Hanoi i Haiphong foren venudes a França en ple domini absolut i van quedar subjectes al mateix règim jurídic que la colònia de la Cotxinxina. El 1897, la funció de Kinh Luoc o virrei, que mantenia algun tipus d'associació amb la cort imperial de Hue, fou eliminada per decisió del governador general de la Indoxina, Paul Doumer, que el va veure com un nivell administratiu innecessari: les seves funcions foren transferits al resident superior francès, sobretot pel que fa a la designació dels mandarins. Mentre Cotxinxina és la principal terra de cultiu i de colonització, Tonkin es basava principalment en la mineria i la indústria. El protectorat de Tonkin fou també el centre administratiu de la Indoxina francesa, i va allotjar a molts oficials i soldats.